# Friedrich Daniel Sanio
Friedrich Daniel Sanio, född den 10 april 1800 i Königsberg, död den 25 februari 1882 i Halle, var en tysk rättslärd.
Sanio studerade rättsvetenskap i Königsberg och blev 1827 promoverad vid den juridiska fakulteten. År 1828 habiliterade han sig inom straffrätt, handelsrätt och växelrätt. År 1831 utnämndes Sanio till extra ordinarie professor och i mars 1832 till ordinarie professor vid universitetet i Königsberg. Han företrädde senare i Heinrich Eduard Dirksens ställe romersk rätt, vilket innefattade rättshistoria. Åren 1835–1864 var Sanio flera gånger rektor vid universitetet, bland annat under den tyska revolutionen 1848–1849. Efter att han 1874 blivit emeritus flyttade han 1875 till Halle, där han dog sju år senare.